# God (musikgrupp)
god (hangul: 지오디) är ett sydkoreanskt pojkband bildat 1999 av JYP Entertainment som  först var aktiva mellan åren 1999 och 2006, men som är aktiva igen sedan 2014.
Gruppen består av de fem medlemmarna Joonhyung, Kyesang, Danny Ahn, Hoyoung och Taewoo.

## Medlemmar
| Artistnamn      | Artistnamn | Födelsenamn     | Födelsenamn | Födelsedatum     |
| Romanisering    | Hangul     | Romanisering    | Hangul      | Födelsedatum     |
| --------------- | ---------- | --------------- | ----------- | ---------------- |
| Park Joon-hyung | 박준형     | Park Joon-hyung | 박준형      | 20 juli 1969     |
| Yoon Kye-sang   | 윤계상     | Yoon Kye-sang   | 윤계상      | 20 december 1978 |
| Danny Ahn       | 데니 안    | Ahn Shin-won    | 안신원      | 22 december 1978 |
| Son Ho-young    | 손호영     | Son Ho-young    | 손호영      | 26 mars 1980     |
| Kim Tae-woo     | 김태우     | Kim Tae-woo     | 김태우      | 12 maj 1981      |

## Diskografi

### Album
| Datum       | Albumtitel        | Topplacering          |
| Datum       | Albumtitel        | Sydkorea (Gaon Chart) |
| ----------- | ----------------- | --------------------- |
| 26 jan 1999 | Chapter 1         | —                     |
| 25 nov 1999 | Chapter 2         | —                     |
| 3 nov 2000  | Chapter 3         | —                     |
| 15 nov 2001 | Chapter 4         | —                     |
| 27 dec 2002 | Chapter 5: Letter | —                     |
| 9 dec 2004  | An Ordinary Day   | —                     |
| 28 okt 2005 | Into the Sky      | —                     |
| 8 jul 2014  | Chapter 8         | —                     |

### Singlar
| År   | Titel                                    | Topplacering          |
| År   | Titel                                    | Sydkorea (Gaon Chart) |
| ---- | ---------------------------------------- | --------------------- |
| 1999 | "Observation"                            | —                     |
| 1999 | "To Mother"                              | —                     |
| 1999 | "Love and Remember"                      | —                     |
| 2000 | "Lie"                                    | —                     |
| 2001 | "Road"                                   | —                     |
| 2002 | "Letter"                                 | —                     |
| 2004 | "An Ordinary Day"                        | —                     |
| 2005 | "2♡"                                     | —                     |
| 2014 | "The Lone Duckling"                      | —                     |
| 2014 | "Sky Blue Promise"                       | —                     |
| 2014 | "Saturday Night"                         | —                     |
| 2014 | "The Story of Our Lives" (med Megan Lee) | —                     |
| 2014 | "Stand Up"                               | —                     |
| 2014 | "Wind"                                   | —                     |
| 2015 | "A Funny But Sad Day"                    | —                     |